# Теттау
Теттау (нім. Tettau) — громада в Німеччині, розташована в землі Баварія. Підпорядковується адміністративному округу Верхня Франконія. Входить до складу району Кронах.
Площа — 23,80 км2. Населення становить 2022 ос. (станом на 31 грудня 2020).